# Nannodiella
Nannodiella is een geslacht van weekdieren uit de klasse van de Gastropoda (slakken).

## Soorten
- Nannodiella acricula (Hedley, 1922)
- Nannodiella candidula (Reeve, 1846)
- Nannodiella elatior (d'Orbigny, 1847)
- Nannodiella fraternalis (Dall, 1919)
- Nannodiella hukuiensis (Nomura & Niino, 1940)
- Nannodiella nana (Dall, 1919)
- Nannodiella oxia (Bush, 1885)
- Nannodiella vespuciana (d'Orbigny, 1847)